# Quattro Apostoli

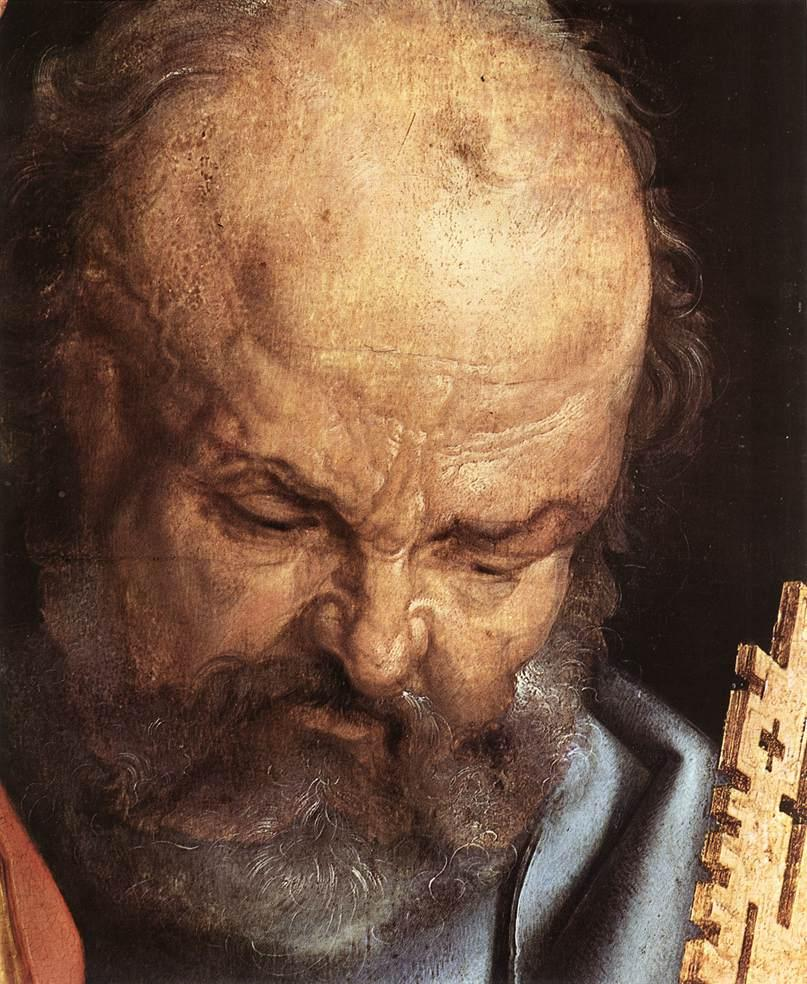
Pietro

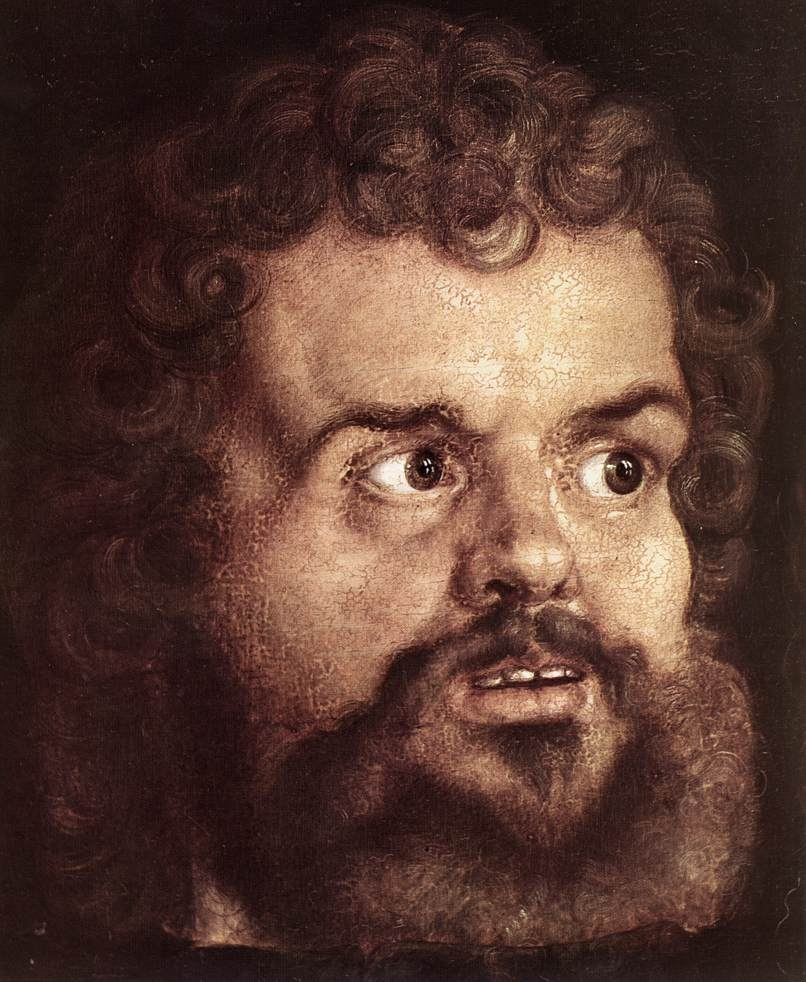
Marco

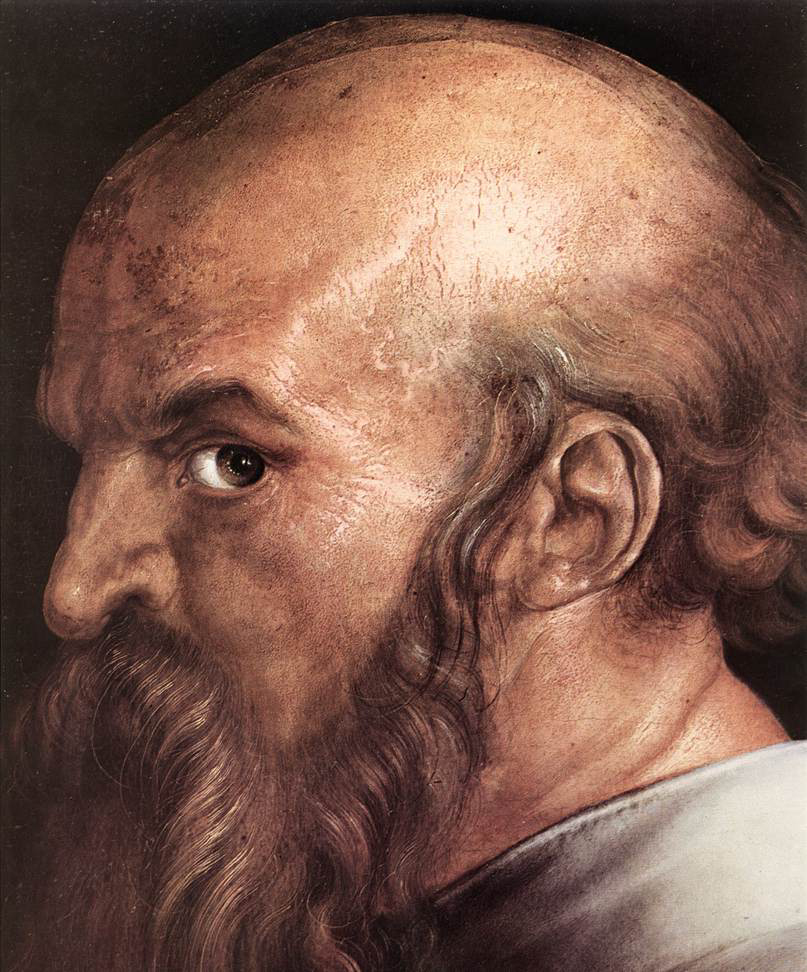
Paolo

I Quattro Apostoli sono un doppio dipinto a olio su tavola di tiglio (215 × 76 cm ciascun pannello) di Albrecht Dürer, databile al 1526 e conservato nell'Alte Pinakothek di Monaco. Nonostante il titolo tradizionale, rappresenta due coppie di santi, non solo apostoli. Si tratta inoltre dell'ultimo lavoro pittorico di Dürer, che morì nel 1528, un vero e proprio testamento spirituale, tra i risultati più potenti della sua arte.

## Storia
In piena epoca luterana gli artisti avevano vissuto una drastica riduzione di richieste di dipinti, poiché accusati di alimentare l'idolatria. Per difendersi forse da queste accuse, nel 1526 dipinse le due monumentali tavole, veri campioni di virtù cristiana, che donò al municipio della propria città. Esse vennero esposte nella Obere Regimenstube del municipio, la sala che più tardi divenne una sorta di Kunstkammer, galleria d'arte. A titolo onorifico (le opere non erano state commissionate) l'artista ricevette comunque un riconoscimento di 100 fiorini.
Sebbene rappresentino Giovanni Evangelista, Pietro, Marco (che apostolo non fu) e Paolo, fin dal 1538 le due tavole sono note come i Quattro Apostoli, quando a un artista locale venne dato l'incarico di dorarne le cornici.
In basso le tavole erano corredate di due lunghe iscrizioni di contenuto morale, trascritte dal calligrafo Johann Neudorfer, che vennero asportate nel 1627, quando le opere vennero trasferite a Monaco, per iniziativa dell'elettore di Baviera Massimiliano I. In quell'occasione vennero approntate, per il municipio norimberghese, due copie dei dipinti, alle quali vennero allegate le iscrizioni originali, il cui contenuto erano considerato eretico e dannoso per la sua posizione di sovrano cattolico. Solo nel 1922 esse vennero riunite alle tavole originali.
Esistono disegni preparatori delle teste a Berlino e a Bayonne.

## Descrizione e stile
La prima tavola mostra Giovanni Evangelista, con un ampio mantello rosso, che domina la scena mentre legge un libro, il suo Vangelo, mentre poco dietro spunta la testa di Pietro con in mano le grosse chiavi del Paradiso, pure concentrato nella lettura.
L'altra tavola mostra san Paolo vestito di bianco che regge un pesante libro con coperta di cuoio e la spada, suo tipico attributo, mentre dietro affiora dall'oscurità san Marco, con in mano un rotolo di pergamena. Tutte le figure sono di dimensione leggermente superiore al naturale.
Nelle monumentali figure sono confluite suggestioni del periodo veneziano (soprattutto l'attitudine posata di Giovanni Bellini), che sembra di cogliere nella somiglianza coi pannelli laterali del Trittico dei Frari: per questo si pensò anche le due tavole dureriane fossero originariamente predisposte per un trittico mai completato, un'ipotesi in realtà priva di fondamento. Dürer infatti le ideò e portò a termine così come si vedono oggi, come ha confermato anche un'analisi tecnica nel 1960.
Si tratta di testimonianza della spiritualità maturata con la riforma luterana e apice della sua ricerca pittorica tesa alla ricerca della bellezza espressiva e della precisione della rappresentazione della persona umana e della rappresentazione prospettica dello spazio. Non mancano riferimenti filosofici e simbolici più profondi, come il rimando ai quattro temperamenti della teoria umorale, come descrisse lo stesso Neudorfer, il calligrafo, nel 1546: il sanguigno (Giovanni, vestito appunto di rosso), il flemmatico (Pietro), il collerico (Marco) e il melanconico (Paolo). Inoltre ogni carattere corrisponde a una diversa età nella vita dell'uomo.
Nelle iscrizioni sono riportati brani biblici dalla recente traduzione di Martin Lutero (1522). La prima linea di entrambe le tabelle contiene riferimenti all'Apocalisse di Giovanni (22:18 ss.), ma il nocciolo successivo contiene un rimprovero ai poteri secolari, rei di aver nascosto la parola divina. Inoltre, vi si legge che tutti dovrebbero prendere d'esempio questi "quattro uomini eccellenti", un po' come avveniva in quelle rappresentazioni simboliche nei municipi italiani dipinte per ispirare i magistrati civici.